# Bad Gams
Bad Gams là một đô thị thuộc huyện Deutschlandsberg thuộc bang Steiermark, nước Áo. Đô thị Bad Gams có diện tích 48,71 km², dân số thời điểm năm 2005 là 2288 người.